# Erskine College Men's Volleyball 2014
Questa voce raccoglie le informazioni riguardanti la Erskine College Men's Volleyball nella stagione 2014.

## Stagione
La stagione 2014 è la prima per lo Erskine College nella Division I NCAA. La squadra continua ad essere allenata da coach Derek Schmitt. La rosa, come nella stagione precedente, è composta da undici elementi, con un solo movimento in entrata ed uno uscita.
La stagione si apre il 17 gennaio, con la sconfitta nell'incontro extra conference contro la Loyola University Chicago, risultato che si ripete anche nel match seguente contro la Lewis University. In seguito la squadra infila tre vittorie consecutive contro tre rivali provenienti dalla Conference Carolinas, prima di cedere alla Pennsylvania State University ed alla Saint Francis University, in altri due match extra conference. Nei diciotto successivi incontri i Flying Fleet centrano sedici vittorie, perdendo solo contro due volte in casa dopo il tie break, rispettivamente dalla University of Mount Olive e dalla Pfeiffer University.
L'ottimo cammino in regular season proietta la squadra al torneo di conference come testa di serie numero 1, dove elimina in semifinale il Barton College ed in finale la University of Mount Olive grazie a due vittorie per 3-0, ottenendo così il primo titolo di conference della propria storia. Questa vittoria permette ai Flying Fleet di qualificarsi alla Final Six, dove, come testa di serie numero 6, si scontrano ai quarti di finale contro la Stanford University, rimediando una sonora sconfitta per 3-0, chiudendo così la propria stagione.
Tra i giocatori quasi tutti i titolari fanno incetta di riconoscimenti individuali, anche se si tratta esclusivamente di premi relativi alla sola Conference Carolinas; tra gli altri si distinguono particolarmente Mike Michelau, Conference Carolinas Tournament MVP, e Roberto Pérez, Conference Carolinas Freshman of the Year.

## Organigramma societario
Area direttiva
- Presidente: Mark Peeler

Area tecnica
- Allenatore: Derek Schmitt

## Rosa
| N° | Nome            | Ruolo | Data di nascita | Nazionalità sportiva | Anno      |
| -- | --------------- | ----- | --------------- | -------------------- | --------- |
| 2  | Neal Stanley    | S     |                 | Stati Uniti          | Junior    |
| 3  | Omar Melendez   | C     |                 | Porto Rico           | Sophomore |
| 5  | Corey Marks     | P     |                 | Stati Uniti          | Sophomore |
| 9  | Roberto Pérez   | S     | 28 aprile 1995  | Porto Rico           | Freshman  |
| 10 | Juan Verona     | L     |                 | Porto Rico           | Sophomore |
| 11 | Mike Michelau   | S     |                 | Stati Uniti          | Sophomore |
| 12 | Michael Schneck | L     |                 | Stati Uniti          | Sophomore |
| 13 | Mike Kawa       | C     |                 | Stati Uniti          | Sophomore |
| 15 | Andrés Talavera | S/O   |                 | Porto Rico           | Freshman  |
| 22 | Andrew Davis    | S/O   |                 | Stati Uniti          | Sophomore |
| 25 | Nathan Camnitz  | C/O   |                 | Stati Uniti          | Junior    |

## Mercato
| Acquisti | Acquisti      | Acquisti   | Acquisti   |
| R.       | Nome          | da         | Modalità   |
| -------- | ------------- | ---------- | ---------- |
| S        | Roberto Pérez | Bayamón MA | definitivo |

| Cessioni | Cessioni  | Cessioni | Cessioni |
| R.       | Nome      | a        | Modalità |
| -------- | --------- | -------- | -------- |
| L        | Jon Fogel | -        | ritirato |

## Risultati

### Division I NCAA

#### Regular season

##### Girone
| 17 gennaio 2014 Joseph J. Gentile Arena, Chicago     | Loyola Chicago     | 3 - 0 | Erskine       | 25-10, 25-21, 25-20               |
| 18 gennaio 2014 Neil Carey Arena, Romeoville         | Lewis              | 3 - 1 | Erskine       | 25-15, 23-25, 27-25, 25-21        |
| 24 gennaio 2014 Wilson Gymnasium, Wilson             | Barton             | 0 - 3 | Erskine       | 18-25, 23-25, 17-25               |
| 25 gennaio 2014 Kornegay Arena, Mount Olive          | Mount Olive        | 1 - 3 | Erskine       | 32-30, 17-25, 20-25, 20-25        |
| 1º febbraio 2014 Belk Arena, Due West                | Erskine            | 3 - 0 | Belmont Abbey | 26-24, 25-19, 25-19               |
| 7 febbraio 2014 Recreation Building, University Park | Penn State         | 3 - 0 | Erskine       | 25-14, 25-23, 25-23               |
| 8 febbraio 2014 DeGol Arena, Loretto                 | Saint Francis      | 3 - 1 | Erskine       | 25-13, 25-18, 17-25, 25-21        |
| 14 febbraio 2014 Belk Arena, Due West                | Erskine            | 3 - 0 | Barton        | 25-14, 25-23, 25-16               |
| 15 febbraio 2014 Belk Arena, Due West                | Erskine            | 2 - 3 | Mount Olive   | 16-25, 23-25, 25-21, 26-24, 12-15 |
| 18 febbraio 2014 Timken Center, Gaffney              | Limestone          | 0 - 3 | Erskine       | 15-25, 22-25, 20-25               |
| 20 febbraio 2014 Belk Arena, Due West                | Erskine            | 3 - 1 | Warner        | 25-13, 23-25, 25-21, 25-21        |
| 24 febbraio 2014 Belk Arena, Due West                | Erskine            | 3 - 0 | Emmanuel      | 25-22, 25-19, 25-16               |
| 28 febbraio 2014 Belk Arena, Due West                | Erskine            | 3 - 0 | King          | 25-21, 25-20, 25-23               |
| 1º marzo 2014 Timberlake Lawton Gym, Hartsville      | Sacred Heart       | 0 - 3 | Erskine       | 23-25, 23-25, 24-26               |
| 1º marzo 2014 Timberlake Lawton Gym, Hartsville      | Coker              | 0 - 3 | Erskine       | 16-25, 14-25, 23-25               |
| 4 marzo 2014 Belk Arena, Due West                    | Erskine            | 3 - 1 | Limestone     | 25-22, 23-25, 25-19, 25-20        |
| 8 marzo 2014 Belk Arena, Due West                    | Erskine            | 3 - 1 | Lees-McRae    | 18-25, 25-19, 25-19, 25-21        |
| 10 marzo 2014 Merner Gym, Misenheimer                | Pfeiffer           | 1 - 3 | Erskine       | 25-21, 19-25, 22-25, 20-25        |
| 14 marzo 2014 Darling Pavilion, Fullerton            | Hope International | 2 - 3 | Erskine       | 25-18, 14-25, 25-23, 19-25, 7-15  |
| 15 marzo 2014 Van Dyne Gym, Riverside                | California Baptist | 2 - 3 | Erskine       | 25-15, 24-26, 25-18, 15-25, 17-19 |
| 25 marzo 2014 Belk Arena, Due West                   | Erskine            | 2 - 3 | Pfeiffer      | 25-21, 25-21, 22-25, 17-25, 14-16 |
| 27 marzo 2014 Belk Arena, Due West                   | Erskine            | 3 - 2 | Coker         | 25-13, 23-25, 22-25, 25-20, 16-14 |
| 1º aprile 2014 Wheeler Center, Belmont               | Belmont Abbey      | 0 - 3 | Erskine       | 19-25, 18-25, 19-25               |
| 4 aprile 2014 Student Center, Bristol                | King               | 1 - 3 | Erskine       | 32-30, 13-25, 15-25, 21-25        |
| 5 aprile 2014 Williams Gymnasium, Banner Elk         | Lees-McRae         | 1 - 3 | Erskine       | 25-23, 24-26, 22-25, 24-26        |

##### Torneo Conference Carolinas
| 12 aprile 2014 - Semifinale Belk Arena, Due West | Erskine #1 | 3 - 0 | Barton #5      | 25-17, 31-29, 26-24 |
| 16 aprile 2014 - Finale Belk Arena, Due West     | Erskine #1 | 3 - 0 | Mount Olive #3 | 25-20, 26-24, 27-25 |

##### Final Six
| 29 aprile 2014 - Quarti di finale Belk Arena, Due West | Stanford #3 | 3 - 0 | Erskine #6 | 25-14, 25-16, 25-16 |

## Statistiche

### Statistiche di squadra
| Competizione    | Punti | In casa | In casa | In casa | In trasferta | In trasferta | In trasferta | Campo neutro | Campo neutro | Campo neutro | Totale | Totale | Totale |
| Competizione    | Punti | G       | V       | P       | G            | V            | P            | G            | V            | P            | G      | V      | P      |
| --------------- | ----- | ------- | ------- | ------- | ------------ | ------------ | ------------ | ------------ | ------------ | ------------ | ------ | ------ | ------ |
| NCAA Division I | .750  | 12      | 10      | 2       | 14           | 10           | 4            | 2            | 1            | 1            | 28     | 21     | 7      |
| Totale          | .750  | 12      | 10      | 2       | 14           | 10           | 4            | 2            | 1            | 1            | 28     | 21     | 7      |

G = partite giocate; V = partite vinte; P = partite perse

### Statistiche dei giocatori
| Giocatore   | Division I NCAA | Division I NCAA | Division I NCAA | Division I NCAA | Division I NCAA | Totale | Totale | Totale | Totale | Totale |
| Giocatore   | P               | PT              | AV              | MV              | BV              | P      | PT     | AV     | MV     | BV     |
| ----------- | --------------- | --------------- | --------------- | --------------- | --------------- | ------ | ------ | ------ | ------ | ------ |
| N. Camnitz  | 24              | 48.5            | 31              | 13.5            | 4               | 24     | 48.5   | 31     | 13.5   | 4      |
| A. Davis    | 9               | 11.5            | 7               | 1.5             | 3               | 9      | 11.5   | 7      | 1.5    | 3      |
| M. Kawa     | 26              | 331.5           | 244             | 50.5            | 37              | 26     | 331.5  | 244    | 50.5   | 37     |
| C. Marks    | 26              | 88              | 51              | 22              | 15              | 26     | 88     | 51     | 22     | 15     |
| O. Melendez | 23              | 190.5           | 142             | 30.5            | 18              | 23     | 190.5  | 142    | 30.5   | 18     |
| M. Michelau | 24              | 412             | 359             | 24              | 29              | 24     | 412    | 359    | 24     | 29     |
| R. Pérez    | 26              | 388.5           | 339             | 19.5            | 30              | 26     | 388.5  | 339    | 19.5   | 30     |
| M. Schneck  | 20              | 1               | 1               | 0               | 0               | 20     | 1      | 1      | 0      | 0      |
| N. Stanley  | 17              | 54              | 42              | 10              | 2               | 17     | 54     | 42     | 10     | 2      |
| A. Talavera | 22              | 123             | 96              | 12              | 15              | 22     | 123    | 96     | 12     | 15     |
| J. Verona   | 19              | 2               | 0               | 0               | 2               | 19     | 2      | 0      | 0      | 2      |

P = presenze; PT = punti totali; AV = attacchi vincenti; MV = muri vincenti; BV = battute vincenti

NB: I muri singoli valgono una unità di punto, mentre i muri doppi e tripli valgono mezza unità di punto; anche i giocatori nel ruolo di libero sono impegnati al servizio

## Premi individuali
- Mike Michelau

Conference Carolinas Tournament MVP
All-Conference Carolinas First Team
- Corey Marks

Conference Carolinas All-Tournament Team
All-Conference Carolinas Second Team
- Omar Melendez

Conference Carolinas All-Tournament Team
- Roberto Pérez

Conference Carolinas Freshman of the Year
All-Conference Carolinas Second Team
- Mike Kawa

All-Conference Carolinas Second Team
- Michael Schneck

All-Conference Carolinas Third Team